# Calcedônia (mineral)
Calcedônia (português brasileiro) ou Calcedónia (português europeu) é uma das variedades criptocristalinas do mineral quartzo, tendo um brilho graxo. Pode ser semitransparente ou translúcida e é geralmente branca a cinzenta, cinzento-azulada ou em alguma tonalidade de marrom (português brasileiro) ou castanho (português europeu), às vezes quase preta.Outras tonalidades recebem nomes específicos.  A calcedónia vermelha é conhecida como cornalina ou sárdio; a variedade verde colorida por óxido de níquel é chamada crisoprásio. Prásio tem cor verde-alho. Plasma é uma calcedónia de cor clara a verde-esmeralda que é encontrada às vezes com pequenos pontos de jaspe assemelhando-se a gotas de sangue;  foi chamada de pedra-de-sangue ou heliotrópio.
A calcedónia é um dos poucos minerais que são encontrados em geodos.
O termo calcedónia é derivado do nome em grego da antiga  cidade de Calcedónia (Chalkedon), na Ásia Menor, no que é hoje a parte oriental da cidade turca de Istambul.

## Categoria
Minerais

## Classe
Silicatos

## Grupo
Tectossilicato

## Fórmula
SiO2
Variedade criptocristalina de quartzo

## Sistema
Trigonal

## Classe cristalográfica
Trapezoédrica trigonal (Trigonal Trapezohedral)

## Hábito
Normalmente fibroso. Pode ser granular (criptocristalino), estalactítico, formar crostas, bandas, mamilonar etc.

## Clivagem
Sem clivagem

## Fratura
Conchoidal

## Cor
Vermelho, Azul, Verde, Branco, Cinza azulado, Incolor
Dureza: alta, moderada
- 6,0  6,5

Densidade: Leve
- 2,60g/cm3

## Cor em lâmina
Incolor, Azul claro, Marrom claro, Branco

## Relevo
Fraco positivo (+), fraco negativo (-)
- ω = 1,531-1,544
- ε = 1,539-1,553

## Caráter ótico
Uniaxial

## Sinal ótico
Positivo (+)